# آژانس فضایی کانادا
آژانس فضایی کانادا (به انگلیسی: Canadian Space Agency) سازمان ملی فضایی کشور کانادا است.
از آنجایی که در کشور کانادا دو زبان انگلیسی و فرانسوی زبان‌های رسمی هستند، به همین علت، مخفف نام سازمان در انگلیسی CSA و در فرانسوی ASC است که از عبارت Agence Spatiale Canadienne گرفته شده‌است.
دفتر مرکزی این آژانس در مرکز فضایی جان چپمن در استان کبک قرار دارد. آژانس فضایی کانادا همچنین دارای دفترهایی در اتاوا، انتاریو، در آزمایشگاه دیوید فلوریدا (که عمدتاً یک مؤسسهٔ نصب و راه‌اندازی فنی و مهندسی است)، و دفترهای رابط کوچک در واشینگتن، پاریس، کیپ کاناورال و هیوستون است.
هم کاری‌های آژانس فضایی کانادا با آژانس فضایی اروپا به عنوان «عضو همراه» برای بیش از سه دهه ادامه دارد. این آژانس هم چنین دارای چندین مشارکت رسمی و غیررسمی و برنامه‌های مشترک با سازمان‌های فضایی کشورهای دیگر، از جمله ناسا، سازمان پژوهش‌های فضایی هند آژانس کاوش‌های هوافضای ژاپن است.